# Союз зелёных и крестьян
Сою́з зелёных и крестья́н, СЗК (лат. Zaļo un Zemnieku savienība, ZZS) — коалиция политических партий Латвии, основанная в 2002 году. Состоит из  Латвийской социал-демократической рабочей партии и Крестьянского союза Латвии. Лидер —  (ЛЗП).
Кроме партий, являющихся участниками союза, у него подписаны соглашения о тесном сотрудничестве с региональными Лиепайской партией и партией Латвии и Вентспилсу.

## История
В 2002 г. СЗК прошел в Восьмой Сейм, получив 9,4 % голосов (пятое место) и 12 мест (четвертое место). До 2011 года СЗК участвовал во всех правительствах страны. Представитель КСЛ Ингрида Удре была председателем Восьмого Сейма. С марта по декабрь 2004 сопредседатель ЛЗП Индулис Эмсис возглавлял правительство.
СЗК безуспешно участвовал в выборах Европарламента в 2004. На муниципальных выборах 2005 г. СЗК не прошел в Рижскую думу, но его представитель Андрис Равиньш остался мэром четвёртого по числу жителей города страны — Елгавы.
На выборах Сейма в 2006 г. в списке объединения присутствовали представители региональной партии «Латвии и Вентспилсу», руководитель которой (мэр Вентспилса, миллионер Айвар Лембергс) был выдвинут кандидатом СЗК в премьеры. Список получил 16,71 % голосов (второе место) и 18 мест. Его представитель И. Эмсис был избран председателем Сейма. Депутатами от СЗК избраны как латышский националистический публицист, бывший помощник офицера Латышского легиона СС Висвалдис Лацис, так и русский штангист, олимпийский медалист Виктор Щербатых, Раймондс Вейонис а председатель предыдущего Сейма Удре в Девятый Сейм не прошла.
На выборах в 10 Сейм заняли 3 место и получили 22 мандата в латвийском парламенте. На внеочередных выборах Сейма 2011 года объединение стартовало неудачно, получив 12,22 % голосов и 13 мест в парламенте.

## Депутаты
- Озолиньш, Леопольд — депутат 6-го, 8-го и 9-го Сейма Латвии;